# Xonox
Xonox is een computerspel dat werd in 1992 uitgegeven door Filorux Duo voor de Commodore 64. Het actiespel is van het type shoot 'em up. Het spel werd ontwikkeld door Zoltán Ujhelyi en Birkas Mace. 